# Weatherford (Oklahoma)
Weatherford – miasto w Stanach Zjednoczonych, w stanie Oklahoma, w hrabstwie Custer. Według spisu w 2020 roku liczy 12,1 tys. mieszkańców. 